# Tretioscincus bifasciatus
Tretioscincus bifasciatus är en ödleart som beskrevs av  Duméril 1851. Tretioscincus bifasciatus ingår i släktet Tretioscincus och familjen Gymnophthalmidae.

## Underarter
Arten delas in i följande underarter:
- T. b. bifasciatus
- T. b. kugleri